# Глебездово (Московская область)
Глебездово — деревня в Дмитровском районе Московской области России в составе сельского поселения Костинское. До 2006 года Глебездово входило в состав Костинского сельского округа.
Деревня расположена в восточной части района, примерно в 10 км на юго-восток от Дмитрова, на левом берегу реки Молодоевки бассейна Яхромы, высота центра над уровнем моря 196 м. Ближайшие населённые пункты — Бабкино на севере и Ваньково на юге.

## Население
Согласно записям в исповедной росписи прихода ц. Николая Чудотворца (с. Ассаурово) за 1743 год в сельце Глебездово было 4 двора, в которых проживало 19 крепостных крестьян (9 мужчин и 10 женщин).
| 2002 | 2006 | 2010 |
| ---- | ---- | ---- |
| 0    | ↗2   | →2   |